# بلانچارد (آیووا)
بلانچارد (به انگلیسی: Blanchard) شهری در ایالت آیووا کشور ایالات متحده آمریکا است که جمعیت آن در سرشماری سال ۲۰۱۰ میلادی، ۳۸ نفر بوده‌است.